# Conclave de janeiro de 1276

Brasão papal de Sua Santidade o Papa Inocêncio V

O conclave papal ocorrido entre 21 a 22 de janeiro de 1276 resultou na eleição do cardeal Pierre de Tarentaise como Papa Inocêncio V depois da morte do Papa Gregório X. Foi o primeiro conclave da história.

## Ubi periculum
Esta foi a primeira eleição papal celebrada sob as normas da constituição apostólica Ubi periculum emitida pelo Papa Gregório X em 1274, que estabelecia as normas para os conclaves papais. De acordo a Ubi periculum, os cardeais ficariam reclusos em uma área fechada, que não teria sequer alguma habitação separada. Além disso, nenhum cardeal teria permitido o acompanhamento de mais de um servidor, a menos que o prelado se encontrasse enfermo. A comida era ministrada por uma janela: depois do terceiro dia de reunião, os cardeais receberiam somente um prato ao dia, depois do quinto dia, só receberiam pão e água. Durante o conclave, o cardeal não podia receber seus recursos eclesiásticos.
Ainda que em várias ocasiões anteriores quando ocorria a eleição de um novo papa era feito em circunstâncias similares às descritas pela Ubi periculum, pela primeira vez esta seria feita formalmente sob a lei da Igreja. Por esta razão, esta eleição papal é considerada o primeiro conclave papal na história no sentido estritamente jurídico.

## Sacro Colégio
O Papa Gregório X morreu em 10 de janeiro de 1276, em Arezzo. No momento de sua morte, provavelmente havia 15 cardeais no Colégio Cardinalício, mas só 13 deles participaram do conclave. Destes, 7 deles foram criados pelo Papa Urbano IV, 4 pelo Papa Gregório X e 1 pelo Papa Gregório IX. Entretanto, dois cardeais estavam ausentes, entre eles um criado por Urbano IV e outro pelo Papa Inocêncio IV.

### Cardeais presentes
| Criado por              | Cardeais | Por Cento |
| ----------------------- | -------- | --------- |
| Papa Gregório IX (GIX)  | 01       | 6,67 %    |
| Papa Inocêncio IV (IIV) | 02       | 13,33 %   |
| Papa Urbano IV (UIV)    | 08       | 53,33 %   |
| Papa Gregório X (GX)    | 04       | 26,67 %   |
| Total                   | 15       | 100 %     |

1. Pierre de Tarentaise, O.P. (eleito com o nome Inocêncio V) (GX)
2. Pedro Julião (futuro Papa João XXI) (GX)
3. Vicedomino de Vicedominis (GX)
4. Bertrand de Saint-Martin (GX)
5. Simone Paltineri (UIV)
6. Anchier Pantaléon de Troyes (UIV)
7. Guillaume de Bray (UIV)
8. Riccardo Annibaldi (GIX)
9. Ottobono Fieschi (futuro Papa Adriano V) (IIV)
10. Giacomo Savelli (futuro Papa Honório IV) (UIV)
11. Goffredo de Alatri (UIV)
12. Uberto Coconati (UIV)
13. Matteo Orsini Rosso (UIV)

### Ausentes
1. Simon de Brion, legado papal na França. (futuro Papa Martinho IV) (UIV)
2. Giovanni Gaetano Orsini, inquisidor-geral (futuro Papa Nicolau III) (IIV)

## Conclave
No primeiro escrutinio do primeiro dia de isolamento, foi eleito por unanimidade o cardeal francês Pierre de Tarentaise, bispo de Ostia e Velletri, que tomou o nome de Inocêncio V. Ele foi o primeiro Papa da Ordem Dominicana ou dos Pregadores.